# Russian Bears Motorsport
Russian Bears Motorsport (znany również jako SMP Racing) – rosyjski zespół wyścigowy założony w 2007 roku przez rosyjskiego kierowcę wyścigowego Wiktora Szapowałowa. W latach 2008-2009 ekipa obsługiwała fabryczny zespół Łady w World Touring Car Championship. Obecnie ekipa startuje w 24-godzinnym wyścigu Le Mans, FIA World Endurance Championship, European Le Mans Series oraz IMSA United SportsCar Championship. W przeszłości zespół pojawiał się także w stawce Blancpain Endurance Series, FIA GT3 European Championship, International GT Open, Dutch Supercar Challenge oraz European Production Series.